# Стефанишин Василь Ігорович
Стефанишин Василь Ігорович (7 серпня 1997,  Угорники Івано-Франківська область — 3 лютого 2023, Зелений Гай Пологівський район Запорізька область) — український військовослужбовець, лейтенант з Івано-Франківська, позивний «Француз», учасник російсько-української війни.

## Біографія

### 1.1.Дитинство та роки навчання
Василь Стефанишин народився 07 серпня 1997 року в сім’ї інженера-механіка Стефанишина Ігоря Васильовича та педагога Стефанишин Лариси Омелянівни в м. Івано-Франківську. Проживав в селі Угорники Івано-Франківської міської ради.
Відвідував дитячий  навчальний заклад №3 «Бджілка» до 2003 року.
Початкову освіту (1-4 класи) здобував у Івано-Франківському ліцеї №11 протягом 2003-2007 років. 
Стефанишин Василь з 2 класу навчався  в Івано-Франківській дитячій музичній школі №1 імені Миколи Лисенка (01.09.2004-23.05.2012р.р.) і оволодів програмою за фахом скрипка під керівництвом хорошого педагога Тетяни Данилик.
За успішними вступними результатами з української мови та математики  01.09.2007 року зарахований до 1 гімназійного (5) класу ліцею імені Миколи Сабата (Української Гімназії №1). Атестат про повну загальну середню освіту (із середнім балом 10 балів)  отримав в Українській гімназії №1 Івано-Франківської міської ради 31 травня 2014 року.
Навчався  швидко і легко. Мав надзвичайно хорошу пам’ять і здібність до предметів природничо-математичного спрямування, з яких мав найвищі бали і різноманітні відзнаки. На достатньому і високому рівні засвоював усі навчальні предмети. Зовнішнє незалежне оцінювання у 2014 році склав сумарно на 572,5 балів із 600 можливих. Атестат про повну загальну середню освіту отримав із середнім балом 10 балів (з 12). Цікавився географією, радіотехнікою, історією, виконував проєктні роботи з англійської мови.
Щонеділі сім’я відвідувала Службу Божу у церкві Святого Юрія в селі Угорники. 

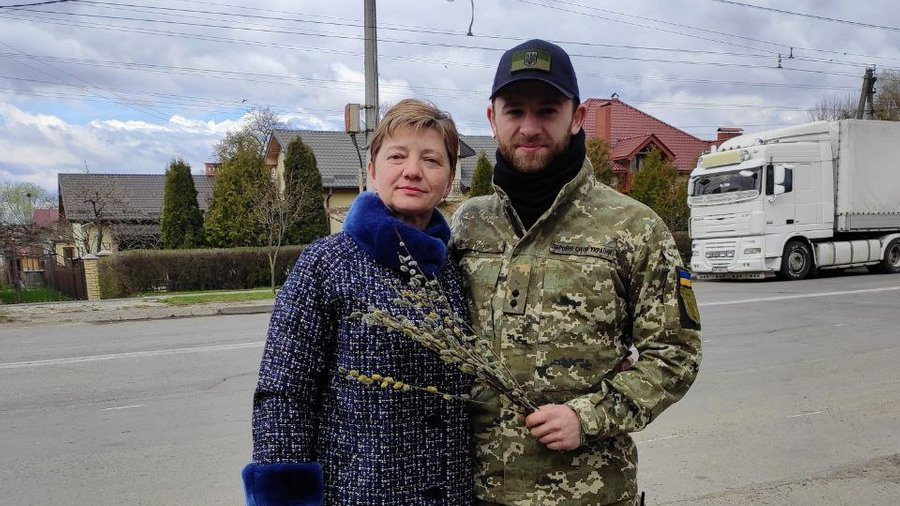
Василь Стефанишин з матір'ю

Малим Василь вивчив основні молитви, разом з батьками за народними звичаями святкував Різдво, Великдень, великі релігійні свята. Мав добрий музикальний слух, охоче колядував. Мама навчила сина багатьох колядок напам'ять, хлопці дуже хотіли з ним колядувати. Особливо чекав на свято Миколая, писав сповнені дитячих надій листи до святого.
Найріднішою людиною завжди залишалась мама, яка у всьому підтримувала сина, виховала його самостійною, незалежною, порядною людиною. Бувало таке, що син беріг материнське серце і не завжди розповідав про свої труднощі у житті.

### 1.3.Спорт і захоплення
Змалечку Василь Стефанишин полюбив заняття спортом, був сумлінним, дисциплінованим і наполегливим.
Велосипед тримав під руками і вправно їздив. Коли став старшим, футбол був у нього на першому місці. У складі футбольної команди села Підлужжя провів чимало матчів. Під час навчання в Українській гімназії №1 (тепер ліцей ім. Миколи Сабата) із задоволенням брав участь у «Козацьких забавах», особливе місце в розкладі для нього займали фізична культура і плавання. Плавав залюбки в шкільному басейні і не боявся ріки.
Самотужки опанував гірські лижі, вперто вчився з’їжджати на сноуборді. Завжди качав м’язи на перекладині, підіймав гирі і штангу. Поціновував фітнес-клуби. Підтримував спортивну форму навіть на війні, перебуваючи в різних умовах [25].
«Він один з небагатьох, хто міг займатися спортом, коли ти й так копав бліндаж, багато на голові всього. Але він завжди знаходив час, щоби тренуватися і займатися, слідкувати за собою», – ділився спогадами  військовослужбовець Ростислав Гуль.
У дитинстві колекціонував спортивні журнали з відомими футболістами і командами, збирав тематичні наклейки. Цікавився нумізматикою.
Мав хобі подорожувати горами, великими містами. Дуже любив товариства друзів, був ініціатором багатьох зустрічей з метою активного відпочинку: походів у гори, в мальовничі місця, поїздок на море. Охоче кермував автомобілем і подорожував ним на близькі і далекі відстані. При цьому встигав і погеймити.

## Освіта

### 2.1. Гімназист і мрійник
Навчаючись  у престижному закладі загальної середньої освіти – Українській гімназії №1, прагнув бути серед кращих і в навчанні, і в громадській діяльності, участь у якій оцінювалась окремими балами. Турбувався про своє місце в рейтингу гімназистів, який складався наприкінці кожного навчального року.
Класний наставник Наталія Сидорак розповідає, що Василь Стефанишин був доброю, душевною дитиною, нічого нікому і ніколи злого не зробив.
Друзі говорили, що на Василя завжди можна було покластися. Якщо його попросиш, він обов’язково допоможе. Василь вмів відсторонювати від себе негатив. Ніколи не казав, що все погано. Міг сказати, як є, але точно не жалітися.
Свої плани тримав в секреті. Мріяв відкрити власний бізнес. А ще дуже хотів вступити до лав Міжнародного Легіону.

### 2.2. Здобуття вищої освіти. Студентське життя
Василь Стефанишин у 2014 році вступив на навчання в Івано-Франківський національний технічний університет нафти і газу. У червні 2018 року отримав диплом бакалавра, а в грудні 2019 року – диплом магістра за спеціальністю «Геодезія та землеустрій».
Студентом був активним, відповідальним, мав багато друзів, з якими разом створював навчальні проєкти, брав участь у студентських акціях, ходив на виступи улюблених музичних гуртів.
Вчився і паралельно заробляв на себе. Не цурався жодної роботи. У вільний час зустрічався і подорожував з друзями. Продовжував відвідувати улюблені спортзали. 
Із спогадів однокурсників…
Наталія Язловецька: «Він усе дуже-дуже швидко схоплював на льоту, був непосидючим. У перервах між парами умів усіх розвеселити, створити атмосферу свята. Без нього було сумно».
Ольга Головчин: «Ми були сусідами. Я можу одним словом описати Василя – мегапозитивний, тому що він завжди усміхався».

### 2.3. Робота і подорожі
Для Василя Стефанишина важливими були такі життєві принципи: жити чесно і бути порядним; цінувати людей поруч і не кидати обіцянки на вітер; вчити іноземні мови і пізнавати нові країни.
Протягом короткого періоду часу Василь працював інженером-землевпорядником у ТОВ «Науково-виробниче об’єднання «Геогруп» в місті Івано-Франківську. З березня 2020 року по квітень 2021року проживав і працював у Львові, звідки 12 квітня 2021 року поїхав на роботу до Франції. В Парижі, 24 лютого 2022 року,  почув страшну звістку про війну в Україні.
Син дзвонив мамі, питав, як вдома. Та зізналась, що вітчим Ярослав, ветеран АТО, пішов воювати, і його сини Сергій та Василь теж. 
Додому Василь Стефанишин приїхав 4 березня, та одразу попросив відвезти його в тероборону.

## Служба в Збройних Силах України

### 3.1. Кафедра військової підготовки
26 серпня 2018 року Василь склав Військову присягу на вірність українському народові на кафедрі військової підготовки ІФНТУНГ. 10 жовтня 2018 року наказом МОУ № 646 йому присвоїли звання молодшого лейтенанта.
16 липня 2020 року прийнятий на службу у військовому резерві Збройних сил України на посаду командира взводу першої стрілецької роти військової частини А 7154.

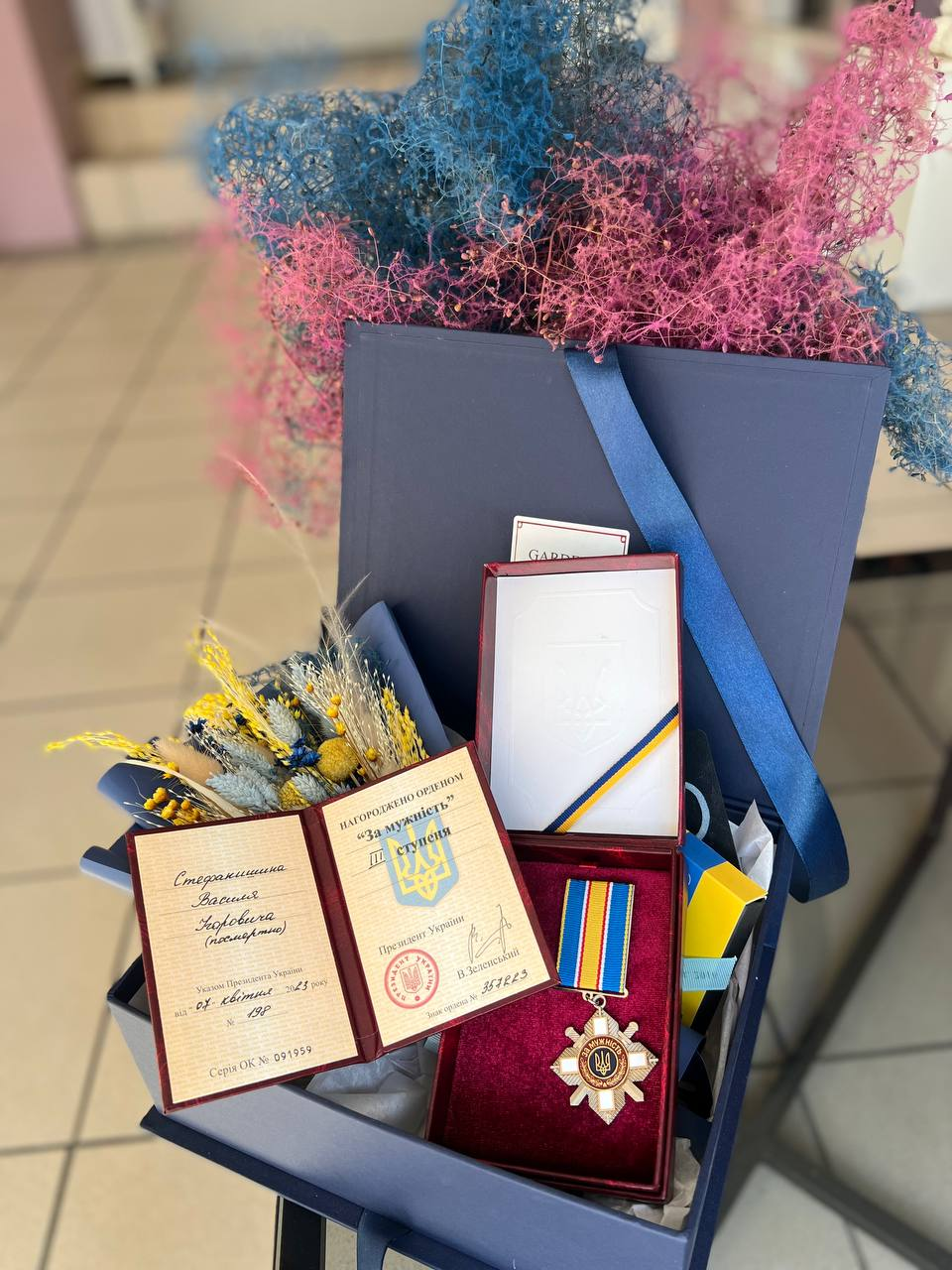
Орден "За мужність" ІІІ ступеня

### 3.2.Останній Великдень вдома
Вдома бував вкрай рідко, майже весь час на навчаннях. Було непросто, але Василь ніколи не скаржився.
На Вербну неділю Василь не зміг вирватися додому, не прийшов і на Великдень, готувався до відправки в зону бойових дій.
Останній Великдень хлопець посвяткував вдома… Того ж дня, 25 квітня 2022 року, у складі 78 батальйону 102 окремої бригади Сил територіальної оборони ЗСУ «Івано-Франківщина» Василь Стефанишин, позивний «Француз», вирушив виконувати бойові завдання на Запорізький напрямок.
9 місяців перебував з побратимами на «нулі». 14 вересня 2022 року  отримав вибухову травму, пов’язану з проходженням військової служби. Після відпустки за станом здоров’я  28 жовтня 2022 року повернувся  на позиції. 

### 3.3.Шансів вижити не було…
03 лютого 2023 року внаслідок ворожого танкового обстрілу під час виконання бойового завдання на околиці населеного пункту Зелений Гай Дорожнянської міської територіальної громади Пологівського району Запорізької області лейтенант Стефанишин Василь Ігорович загинув разом із побратимом Андрієм Гулем.
Вітчим Василя Ярослав Каськів розповів: «Василя з його побратимом обстріляли з танка. Там не було шансів врятуватися, тим більше, що над ними висіла «пташка» – їх бачили".
Василь Стефанишин був командиром мінометного взводу, Андрій – професійним пілотом дрону. Це була велика і болюча втрата для побратимів. Хлопці дуже важко це перенесли. Військовий, який першим прибіг на місце обстрілу забирати їх, донині заліковує психологічну травму.
Звістку про загибель Василя Стефанишина розповсюдили інтернет-видання: «Галицький кореспондент», «Бліц.if.ua» , «Репортер» , «Firtka» ,  «Galka.f.ua», «Галичина»,    КУРС-, «Вікна»,  «Pravda». У Фейсбуці про сумну новину написали родичі, знайомі Василя, працівники Ліцеїв № 11, 17, Ліцею імені Миколи Сабата [8], Центр освітніх інновацій Івано-Франківської міської ради .
Чин похорону відбувся 06 лютого 2023 року з рідного дому (вул. Повстанців, 192, село Угорники). Попрощатися з героєм прибули бойові побратими, односельчани, працівники ліцеїв № 11, 17, ліцею імені Миколи Сабата. Ніхто не залишився байдужим…
Могила героя знаходиться на цвинтарі села Угорники Івано-Франківської міської ради.
Найстрашнішим для матері було те, що тіло героя поховали без голови…
У травні Ларисі Стефанишин передали пакунок з особистими речами. Їх знайшли після кількох місяців загибелі її сина двоє військових Збройних сил України. На місце останнього бою  вони повернулися на прохання жінки, щоб знайти голову сина, адже після танкової атаки тіло полеглого воїна було дуже понівечене. Проте,  як повідомив розвідник ЗСУ Іван Михайлишин, їм вдалося віднайти лише документи, світлини, рештки каски бійця та частини снаряду, який розірвався за півтора метра від хлопців. Їх один із воїнів передав матері Василя Стефанишина [12].

## Вшанування пам'яті

### 4.1. Івано-Франківськ вшановує героїв, які загинули на війні
Івано-Франківська громада вшановує чин полеглих на війні захисників та захисниць через анотаційні дошки, фільми, книги пам’яті та Алею слави у середмісті Івано-Франківська.
Багато людей перейнялося болем втрати молодого життя лейтенанта Василя Стефанишина.
В Івано-Франківському національному технічному університеті  нафти і газу ім’я Василя Стефанишина  занесли на сторінку сайту  – «Пам’яті загиблих за незалежність України» разом з іменами інших героїв, які навчалися у цьому закладі вищої освіти і загинули на війні.
01 листопада 2023 року на фасаді ліцею імені Миколи Сабата (Колишньої Української гімназії №1), випускником якої був полеглий воїн Василь Стефанишин, встановили анотаційну дошку.
На алеї слави в місті Івано-Франківську на вулиці Незалежності встановлено анотаційну таблицю пам’яті Василя Стефанишина. Біля неї завжди є свіжі квіти, лампадки зі свічками. Перехожих зупиняє лагідний і доброзичливий погляд молодого лейтенанта, який ніби промовляє: «Я приїхав вас захищати, але так швидко обірвалось моє квітуче, сповнене сил та енергії життя»…

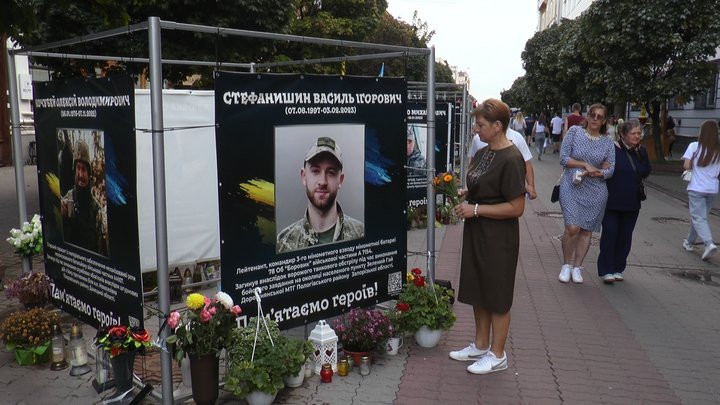
Герой Василь Стефанишин

06 липня 2025 року у рідному селі Угорники Івано-Франківської міської ради у сквері імені С.Ленкавського урочисто відкрито Алею Пам'яті дев'ятьом угорничанам, які загинули, померли за Україну. Серед пам'ятних анотаційних дощок, розміщених  біля пам'ятника ідеологу ОУН-УПА Степану Ленкавському, уродженцю села Угорники, встановлений щит пам'яті Василя Ігоровича Стефанишина. Сторінка Івано-Франківської міської ради у фейсбуці

## Нагороди
- Орден «За мужність» III ступеня (указ Президента України  від 07.04.2023 року № 198)[16];

- Почесний нагрудний знак командира 102 окремої бригади «За бойову звитягу» (наказ №350 від 01.06.2023р.);

- Відзнака міського голови м. Івано-Франківська «За честь і звитягу»[17]
- Відзнака виконавчого комітету Івано-Франківської міської ради "Почесний громадянин міста"( посвідчення N 333, видане 07 травня 2024року)

### 4.2. Пам’ять про Василя Стефанишина житиме в наших серцях
Справжні герої не вмирають. Їхні історії стають живими свідками російсько-української війни. Їхні нереалізовані задуми повинні втілити ми, нащадки. Наша місія – збирати свідчення про захисників України, публікувати їх, пам’ятати імена людей, які віддали своє життя за Батьківщину, за наш мирний сон, за наш спокій. Ми повинні добре вивчати історію, закарбувати у серці її уроки і твердо знати, хто наші вороги, а хто друзі.
Матеріали про Василя Стефанишина внесено у Книгу пам’яті Ліцею №17 Івано-Франківської міської ради та передано матері героя – учительці математики Ларисі Омелянівні Стефанишин.
Збережімо пам’ять про вірного сина нашої Батьківщини, який віддав своє життя 03 лютого 2023 року в російсько-українській війні, в боротьбі проти російських поневолювачів і став гідним прикладом для підростаючого покоління.